# Droga wojewódzka 244
Die Droga wojewódzka 244 (DW 244) ist eine 48 Kilometer lange Droga wojewódzka (Woiwodschaftsstraße) in der polnischen Woiwodschaft Kujawien-Pommern, die Kamieniec mit Strzelce Dolne verbindet und im Powiat Bydgoski liegt.

## Streckenverlauf
Woiwodschaft Kujawien-Pommern, Powiat Bydgoski
-  Kamieniec (Polnisch Krone/Crone an der Brahe) (DK 10)
- Dąbrówka Nowa (Neu-Dombrowka/Neuheim)
-  Strzelce Dolne (Nieder Strelitz) (DW 256)
- Wojnowo (Wahlstatt)
- Mochle (Mocheln)
- Gogolinek (Golingen)
- Wtelno
-  Tryszczyn (Trischin/Trischen) (DK 25)
- Bożenkowo
- Maksymilianowo (Maxthal)
-  Żołędowo (Zolondowo) (DK 5)
-  Aleksandrowo (Alexanderhof) (DK 5)
- Strzelce Górne (Ober Strelitz)
-  Strzelce Dolne (Nieder Strelitz) (DW 256)